# Nutaarmiut (isola)
Nutaarmiut (o Nutârmiut) è un'isola disabitata della Groenlandia di 377 km². Si trova a 72°42'N 55°25'O; appartiene al comune di Avannaata.